# 贪婪 (电影)
《貪婪》（英語：Greed）是一部1924年艾利·馮·史托洛海姆執導的美國無聲電影，改編自法蘭克·諾里斯1899年的小说《McTeague》。本片公映時票房和口碑皆失敗，但從1950年代起被視為史上最偉大的電影之一。